# Pjätteryds församling
Pjätteryds församling är en församling i Göteryds pastorat i Allbo-Sunnerbo kontrakt, Växjö stift och i Älmhults kommun i Kronobergs län.
Församlingskyrka är Pjätteryds kyrka.

## Administrativ historik
Församlingen har medeltida ursprung och utgjorde ett eget pastorat till 1962 då den bildade pastorat med Göteryds och Hallaryds församlingar.